# Osteel
Osteel is een gemeente in de Duitse deelstaat Nedersaksen. De gemeente ligt in de regio Oost-Friesland en is bestuurlijk onderdeel van de Samtgemeinde Brookmerland, behorend bij de Landkreis Aurich. Osteel telt 2.140 inwoners.
Het dorp ligt niet ver noordelijk van Marienhafe, het bestuurlijk centrum van de Samtgemeinde Brookmerland, en ten oosten van Neuwesteel, gemeente Norden. De gemeente heeft een aansluiting met de Bundesstraße 72 in de richting van de stad Norden. Over het grondgebied van Osteel loopt de spoorlijn tussen Emden en Norddeich/Mole.
Het dorp kent een lintbebouwing van ongeveer 3 kilometer lengte, met een aantal zijwegen. Naast het dorp Osteel behoort ook het Ortsteil Schoonorth tot de gemeente.